# Centre de mémoire de la Verrerie d'en haut

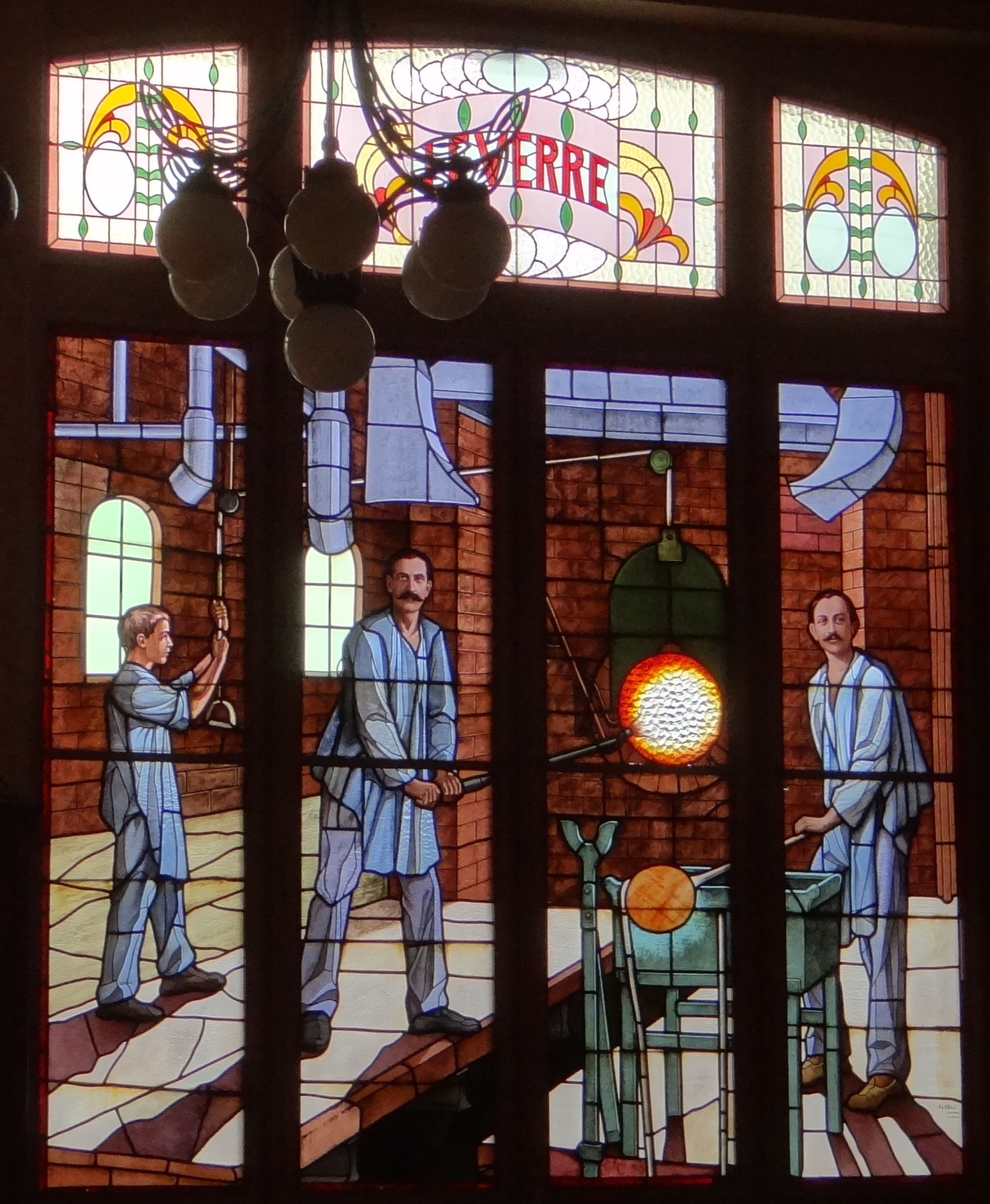
Aniche - Salle du conseil -le verre

Le Centre de mémoire de la Verrerie d'en haut s'est donné comme objectif de présenter l'industrie verrière depuis la verrerie Drion de 1822 jusqu'à nos jours l'usine Saint-Gobain d'Aniche.

## Un peu d'histoire
La présence du Charbon dans la région entraine le développement des industries à fort besoin d’énergie pour la fusion tel la métallurgie et la verrerie.

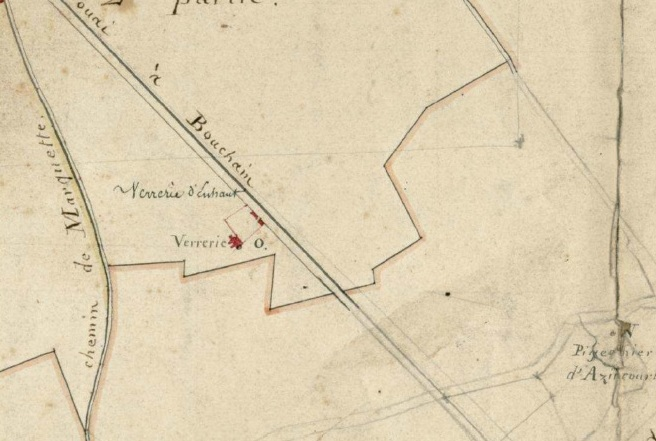
Verrerie d'en haut - cadastre de 1823

La Société Anonyme des Verreries, plus connue sous le nom de Verrerie d’en Haut ou verrerie DRION ou verrerie d'Azincourt, est à l’origine une verrerie familiale. Elle avait été fondée le 18 juin 1823 par deux industriels belges : Adrien Drion et Eugène-François de Dorlodot.
Les premières productions sont des dame jeanne et des bouteilles.
Aniche regroupe dès le XIXe siècle plusieurs verreries avec 24 fours de fusion dans les usines de M. Drion-Quérité après une association avec Adolphe Patoux.
M. Adolphe Patoux, fut directeur de verrerie, maire d'Aniche et Chevalier de la légion d'Honneur, il décède le 25 septembre 1875.
M. Drion-Quérité est également propriétaire de verreries en Belgique à Jumet et Waterloo.
Des conflits sociaux éclatent en ouvriers belges et français notamment à la verrerie d'Aniche

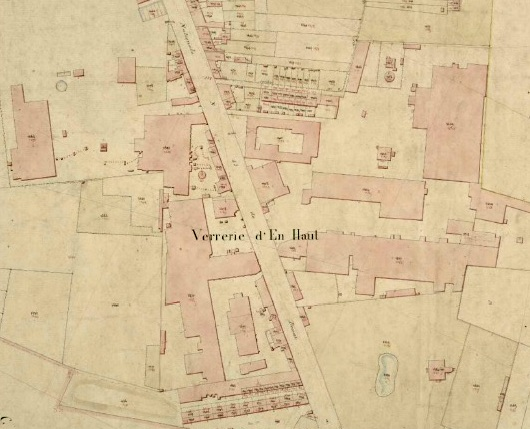
Verrerie d'en haut - cadastre de 1876

En 1885, le premier four à bassin de verre à vitres installé en France le fut à la Verrerie d’en Haut.
Les verreries d'Aniche se présentent ensemble à l'Exposition universelle de 1867
Actionnaire depuis 1908, le 29 janvier 1960 Saint-Gobain absorbe la verrerie d'en Haut. La famille Drion quitte la direction de la verrerie.

## L'exposition

### Verre à vitre
Les différents procédés de fabrications sont développés du verre à vitre par Soufflage du verre (1823-1931) , par étirage de type Fourcault-Gobbe (1931-1962) puis l'étirage vertical de type Pittsburg (1962-1977) et le procédé à plat de type Float-Glass.

### Production du verre à vitre
Les quatre techniques de production du verre à vitre ont évolué vers une automatisation. Trois des procédés utilisent l'étirage vertical, seul le système de Float-Glass utilisant un bain d'étain en fusion donne une production horizontale.

#### Étirage Pittsburg

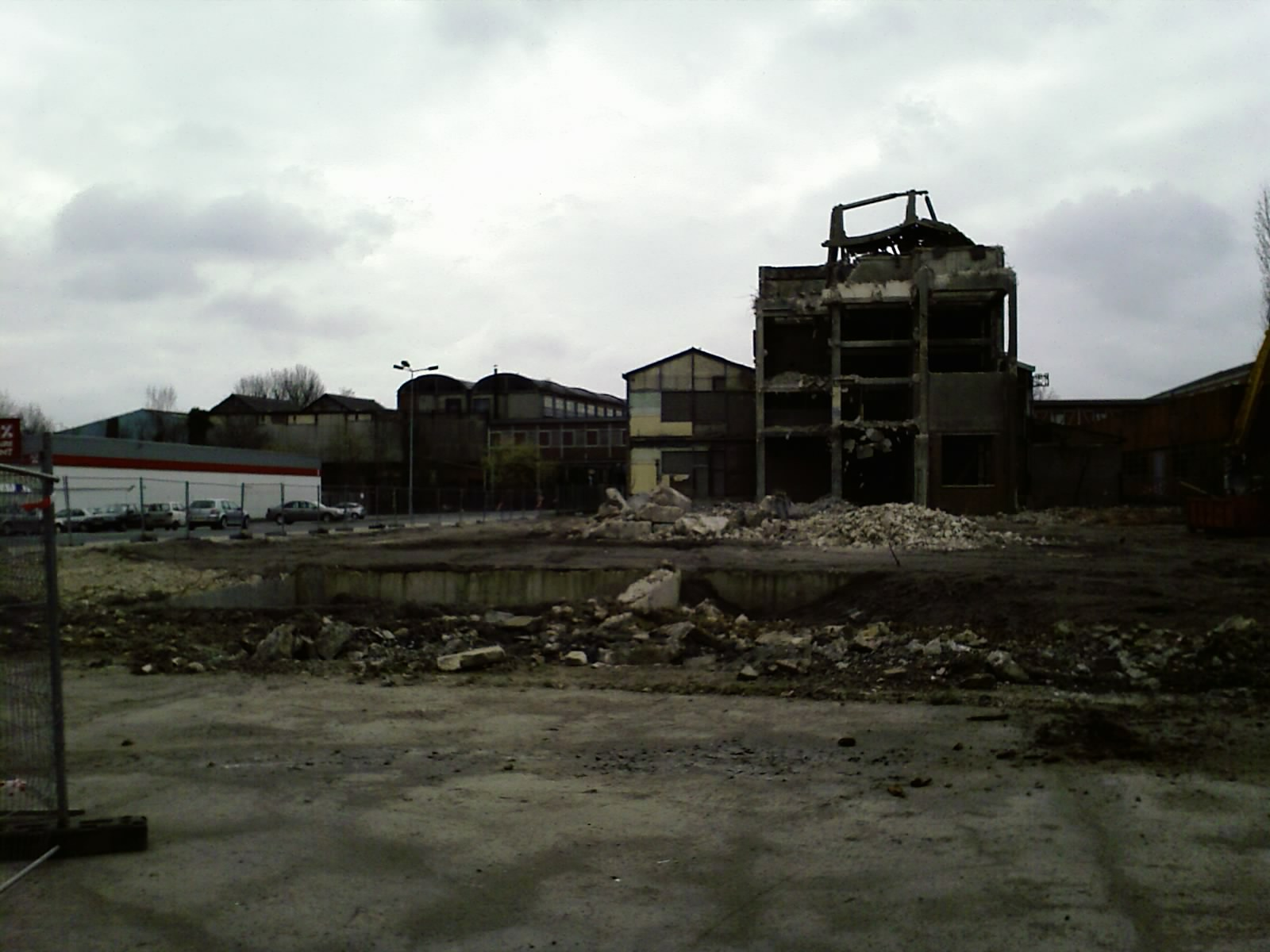
Aniche - démolition de l’étirage Pittsburg de l'usine Boussois

### Transformation verrière
De la Plaque photographique à l'Argenture puis la Trempe du verre et enfin l'émalit sont présentés .

### reconstitutions
Les services autour de la vie du verrier et de l'usine sont mis en situation tel l'estaminet, l'infirmerie, le service garage, etc.

## Usines verrières anichoises disparues

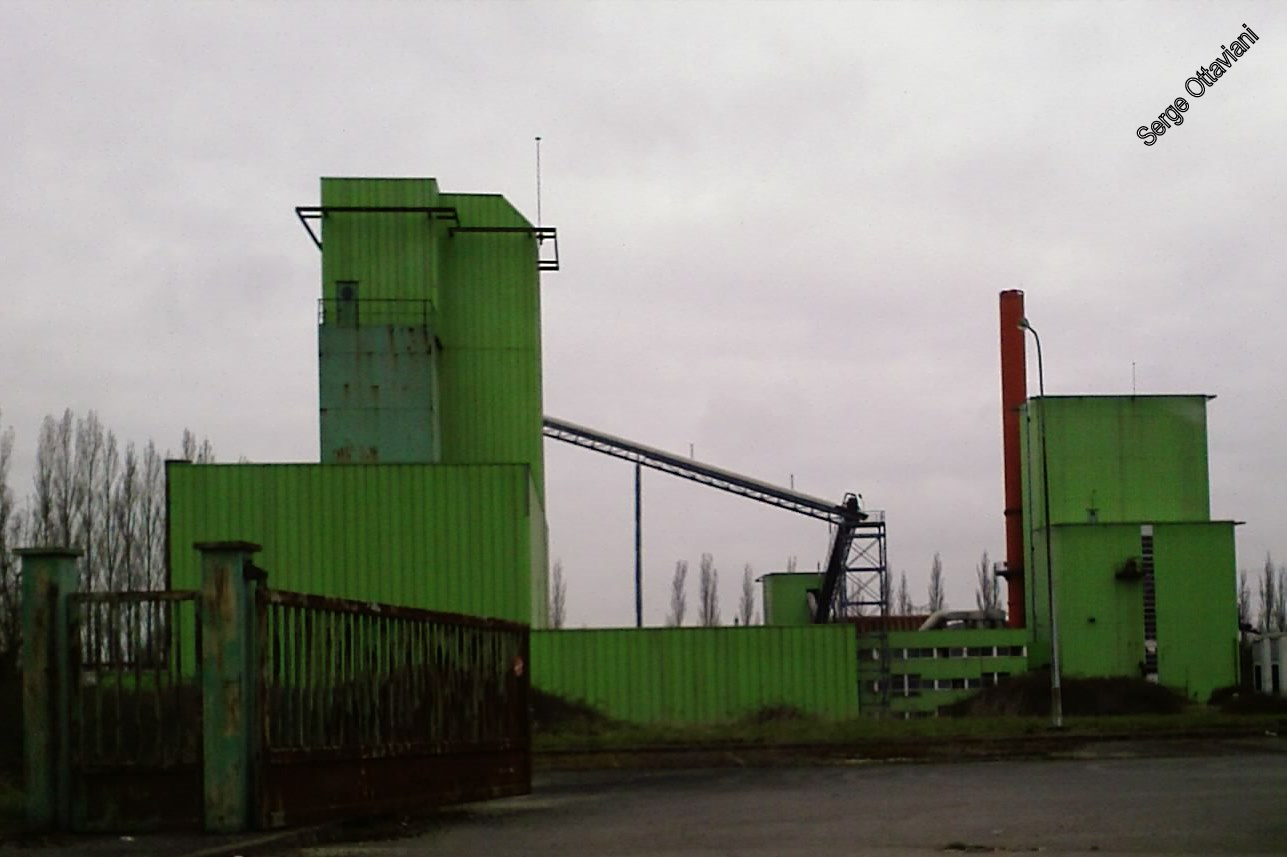
Aniche - Usine Expanver

- Verreries Sainte-Catherine fondée en 1847 à Aniche
- Verrerie Saint-Martin fondée en 1852 à Aniche
- Verrerie Hayez fondée en 1873 à Aniche
- Verrerie de la gare fondée en 1898 à Aniche
- Verreries Caton fondée en 1860 à Auberchicourt

## Vidéographie
- France 3 Nord-Pas-de-Calais reportage diffusé le 4/11/2014[7]